# Rhadinotaenia nickerli
Rhadinotaenia nickerli är en skalbaggsart som beskrevs av Knirsch 1930. Rhadinotaenia nickerli ingår i släktet Rhadinotaenia och familjen Cetoniidae. Inga underarter finns listade i Catalogue of Life.